# Katochóri (La Canée)
Katochóri, en grec moderne : Κατωχώρι, est un village, dans le dème de La Canée et le district du même nom, en Crète, en Grèce. Selon le recensement de 2011, la population de Katochóri compte 141 habitants. La localité est située à une altitude de 300 m et à une distance de 21 km de La Canée.

## Recensements de la population
| Recensements | 1900 | 1920 | 1928 | 1940 | 1951 | 1961 | 1971 | 1981 | 1991 | 2001 | 2011 |
| ------------ | ---- | ---- | ---- | ---- | ---- | ---- | ---- | ---- | ---- | ---- | ---- |
| Population   | 226  | 204  | 114  | 295  | 328  | 299  | 229  | 201  | -    | 237  | 141  |